# Noun
Pour les articles homonymes, voir Noun (homonymie).
Dans la mythologie égyptienne, l’Océan primordial est appelé le Noun ou Nouou (Nwn). On peut considérer le Noun comme un concept plutôt qu’un dieu. Il est l’Océan qui a fait la Vie et qui fera la Mort ; sans créateur, il s’étend autour du monde. Tous les mythes de création ont une chose en commun, ce Noun, d'où naquit le dieu-créateur.
Les Égyptiens voyaient dans le Nil une subsistance de l’Océan primordial.
C’est en son sein que naquit le premier dieu, Atoum, puis sortirent Rê-Amon-Khépri, Thot, Ptah, Sokaris, Khnoum et bien d’autres dieux. Ces dieux sont appelés Créateurs et sont les divinités se rapportant à l’Océan primordial, elles sont nées du chaos divin, du concept vital. L’Océan fut donc aussi appelé le père des dieux.
Noun était plus qu'un océan, il était une vaste étendue d'eau immobile. Même après la création du monde, Noun continue d'exister pour revenir un jour, le détruire et recommencer le cycle. Après la Création, Noun a joué un rôle dans la destruction de l'humanité quand les hommes n'ont plus respecté et n'ont plus obéi à Rê dans sa vieillesse. Rê a rassemblé tous les dieux et déesses, y compris Noun. Noun a proposé que Rê jette son œil pour détruire l'humanité. Et l'œil de Rê, sous la forme de la déesse Sekhmet, voyage à travers l'Égypte, tuant tous les mortels.
Noun a protégé Shou et Tefnout à leur naissance des puissances démoniaques du chaos (représentées comme serpents).
Dans la cosmogonie de Khéménou (Ḫmnw) (la Ville des Huit) ou Hermopolis Magna, il est divinisé et fait partie de l’Ogdoade créatrice avec sa parèdre, Nounet.
Noun est représenté comme un homme barbu, avec un corps bleu ou vert, symbolisant l'eau et la fertilité. Parfois il est aussi montré avec des seins femelles. Dans une de ses mains il tient un tronc de palmier (stipe), symbole de longue vie, et en porte encore un dans ses cheveux. Il est également parfois représenté sous la forme d'une divinité à tête de grenouille.

## Cosmogonie duLivre des Portes

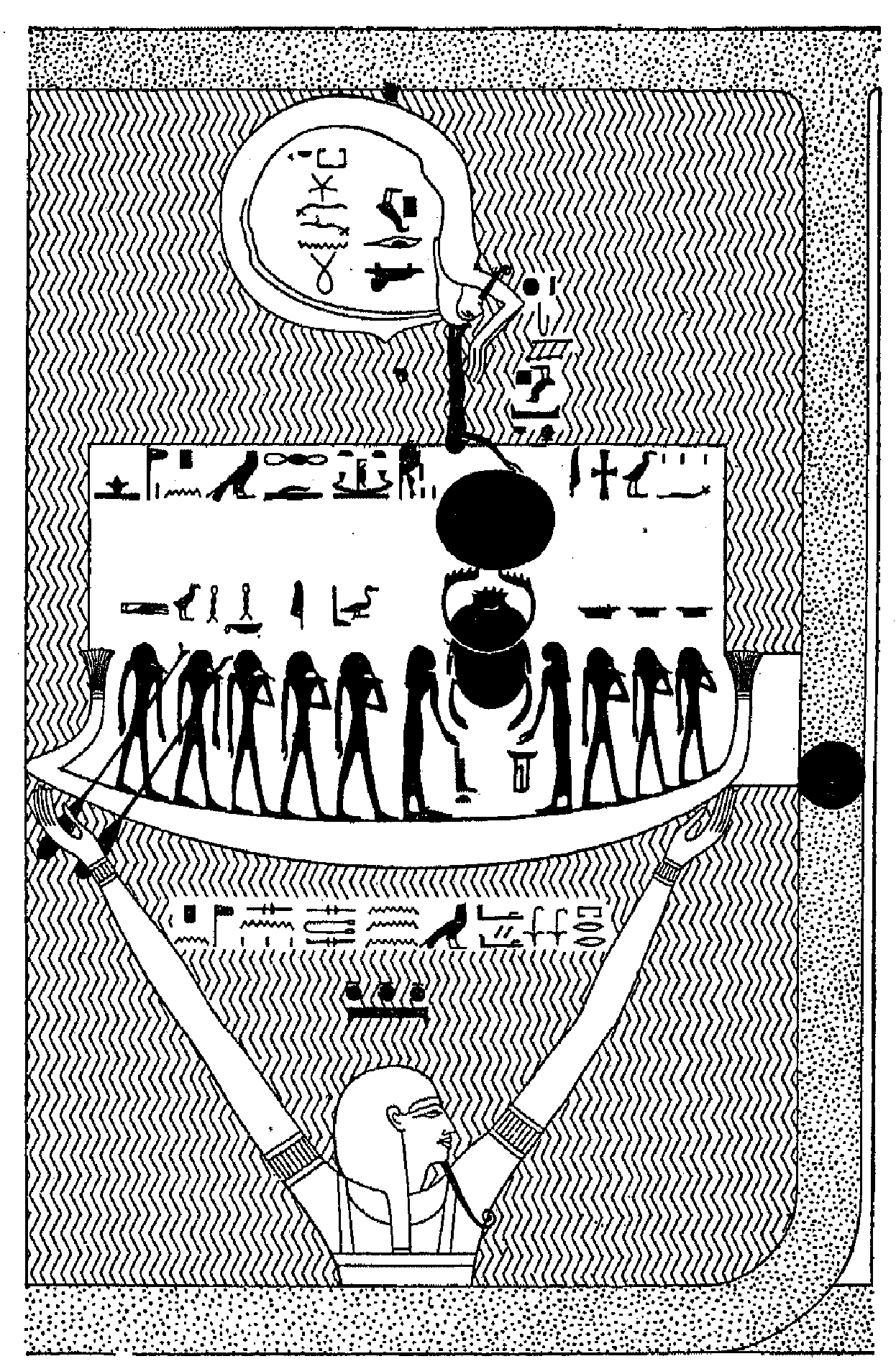
Le Tableau final du Livre des Portes est une illustration de la cosmogonie égyptienne. L'univers ordonné est issu du Noun, l'océan chaotique des origines. D'après le sarcophage du roi Séthi Ier conservé au Sir John Soane's Museum de Londres.

La douzième et dernière séquence du Livre des Portes contient une représentation de l'instant où le Soleil sort du monde souterrain pour renaître à l'aube. Cette scène est une mise en image de la pensée cosmogonique des Égyptiens du Nouvel Empire. Le dieu Noun semble sortir des eaux primordiales. Il élève de ses deux bras la barque solaire. À son bord, le scarabée Khépri (symbole de la renaissance) tient le disque solaire. De part et d'autre du scarabée, les déesses Isis et Nephtys paraissent accueillir ou propulser le Soleil renaissant. Ce dernier est reçu dans les bras de Nout, la déesse du ciel. Représentée à l'envers, la déesse est debout sur la tête d'Osiris dont le corps forme une boucle (à l'instar du serpent Ouroboros) qui contient la Douât.

### Le Noun
Bien que le Noun soit un monde sans formes où ni l'espace ni le temps n'existent, il est ici représenté comme un dieu anthropomorphe avec un visage, un buste et deux bras d'une longueur disproportionnée. La notice explicative indique que « C'est de l'eau que sortent les bras pour qu'ils élèvent ce dieu. » Le Noun est ici représenté pour montrer le moment du premier geste de la Création. L'existence se manifeste pour la première fois avec l'émergence de Rê le dieu Soleil hors des eaux de l'Océan des origines. Mais on ne voit que la moitié du corps de Noun comme pour montrer qu'il y aura toujours une limite entre le visible et l'invisible, entre le compréhensible et l'incompréhensible.
Il est aussi l'océan sur lequel navigue la barque du Soleil, Rê. Cette barque voyage alternativement dans le monde visible, diurne, et ensuite dans le monde invisible, nocturne, qui symbolise le parcours de l'âme dans l'au-delà, après la mort. « Il porte la barque solaire qui elle-même porte le scarabée poussant le disque solaire. C’est le parcours objectif de la vie, c’est le parcours du Soleil qui avance.
Au-dessus, avec la tête en bas, le dieu Osiris vient encercler une partie de la Douât pour créer un espace intérieur qui va être le monde de l’au-delà ».

### L'univers ordonné
La barque solaire est l'élément principal de la scène. Elle apparaît dans un rectangle horizontal blanc qui contraste avec les vagues bleues de l'océan de Noun. Ce rectangle représente le monde créé et ordonné où évolue l'humanité, l'univers dirigé par Rê. La barque solaire symbolise cet ordre cosmique. Le voyage de la barque maintient en état le cosmos. Elle évoque aussi le Nil, le fleuve qui dispense la vie à l'Égypte. Le disque solaire est accompagné par plusieurs dieux garants de la Création ; Shou (souffle vital), Geb (la terre) et Heka (magie créatrice). Deux rames servent de gouvernail à la barque ; Hou (parole divine) et Sia (pensée créatrice) sont à la manœuvre. Rê est représenté sous la forme du disque solaire poussé par le scarabée Khépri. C'est le Soleil en devenir, qui va bientôt venir à l'existence en surgissant du monde nocturne et souterrain.

### La Douât
Tel le serpent Ouroboros qui se mord la queue, Osiris est lové sur lui-même. Son corps forme un cercle et la notice dit que: « C'est Osiris qui encercle la Douât ». Cette représentation du dieu est une manière de montrer que le temps est cyclique. Le cercle symbolise la perfection et le mouvement. Ce retour permanent des choses et des événements est une succession de régénérations. Osiris et Nout sont représentés à l'envers pour montrer que la Douât n'est pas soumise aux mêmes règles que l'univers ordonné. Quand le Soleil y entre, il ne peut qu'en ressortir. Le soir, le Soleil entre dans l'Occident. Il se régénère lors de ses passages dans la Douât, qui est le monde de la nuit et de la mort gouverné par Osiris. Puis, il renaît à l'aube lorsqu'il sort de l'horizon oriental. Cette sortie du monde souterrain étant symbolisée par le second soleil qui se situe à la proue de la barque solaire. Nout (le ciel) est située entre la Douât et l'univers ordonné, formant un lien entre les deux mondes. La notice dit que: « C'est Nout qui reçoit Rê. »